# Ruta misteriosa
Ruta misteriosa es una serie de televisión de terror y misterio argentina. La misma es una de las ganadoras del Concurso "Series de Ficción en Alta Calidad y Definición (Full HD) para TV Digital" organizado por el Consejo Asesor del SATVD-T del Ministerio de Planificación Federal Inversión Pública y Servicios. Es producida por Banda/Aparte para la TV Pública.
Está protagonizada por Vanesa González, Ezequiel Díaz, Lorenzo Quinteros y Manuel Vicente. Se comenzó a emitir el miércoles 19 de diciembre de 2012, de martes a jueves en el horario de las 22:30 y finalizó el jueves 3 de enero de 2013.

## Trama
Ñata (Vanesa González), es una joven habitante de un pueblo pequeño que comienza a trabajar en el horario nocturno de un minimercado, en una estación de servicio, situada a la vera de una autopista y de una ruta provincial.
En la soledad del horario laboral, Ñata se ve inmersa en sucesos extraños, propios de mitos y de leyendas de urbanas y de terror. A raíz de eso, Ñata, empieza a relacionarse con las personas que transitan por la vieja ruta provincial, y no con las personas que circulan por la autopista dado que estos no pueden acceder a dicha estación por carecer de una bajada que les permita llegar. Con dichas personas, que utilizan tal ruta para no ser vistos, para huir o con las que se hallan perdidas, comienza a experimentar distintas sensaciones que traen consigo peligros y misterios que se irá descubriendo con el correr del tiempo.

## Reparto

### Elenco protagónico
- Vanesa González - Emilse 'Ñata' DiBiase
- Ezequiel Díaz - Yiyo
- Lorenzo Quinteros - Alberto
- Manuel Vicente  - Jorge Ramírez

### Elenco de reparto
- Marta Haller - Mabel
- Héctor Bidonde - Oscar Sainz
- Germán Rodríguez - Conrado DiBiase

### Participaciones especiales
- Edgardo Castro - Conductor, Cap. 1
- Laura Paredes - Esther, Cap. 1 y 2
- Gonzalo Martínez - Sacerdote, Cap. 2
- Valeria Lois - Marina, Cap. 3
- Miguel Ángel Martínez - Quique, Cap. 3
- Jimena Anganuzzi - Anahí, Cap. 4
- Ariel Pérez de María - El Gordo Roca, Cap. 4
- Alejandro Barratelli - Ringo, Cap. 4
- Estela Garelli - Amelia Holgado, Cap. 5
- Stella Galazzi - Lucía, Cap. 6
- Guido Grispo - Guido, Cap. 6
- Luciano Grispo - Luqui, Cap. 6
- Martín Kahn - Gutiérrez, Cap. 6

## Recepción
Según el Grupo IBOPE (Argentina), en su debut promedió 0.5 puntos de índice de audiencia y quedó último en su franja.

## Audiencia
| Miércoles | 19 de diciembre de 2012 | Capítulo 1 "La aparecida"            | 0.5 | [ 6 ]  |
| Jueves    | 20 de diciembre de 2012 | Capítulo 2 "El familiar"             | 1.1 | [ 7 ]  |
| Miércoles | 26 de diciembre de 2012 | Capítulo 3 "48 - il morto qui parla" | 1.2 | [ 8 ]  |
| Jueves    | 27 de diciembre de 2012 | Capítulo 4 "El Yasí Yataré"          | 0.7 | [ 9 ]  |
| Viernes   | 28 de diciembre de 2012 | Capítulo 5 "El amarre"               | 1.4 | [ 10 ] |
| Martes    | 1 de enero de 2013      | Capítulo 6 "El gauchito"             | 0.6 | [ 11 ] |
| Miércoles | 2 de enero de 2013      | Capítulo 7 "El estigma"              | 1.8 | [ 12 ] |
| Jueves    | 3 de enero de 2013      | Capítulo 8 "El Papagapú"             | 1.4 | [ 13 ] |

     Emisión más vista.

     Emisión menos vista.

## Ficha técnica
- Productor General: Néstor Mazzini
- Director: Emanuel Flax y Néstor Mazzini
- Productora Ejecutiva: Paulina Zoboli
- Guion: Gustavo Cornillón
- Director de Fotografía: Fernando Lockett
- Directora de Arte: Yamila Fontán
- Música: Jual I. Bouscayrol
- Montaje: Martín Delrieux
- Jefe de Producción: Fernando García
- Asistente de Dirección: Genoveva Ayala Kapustin
- Vestuarista: Constanza Pierpaoli
- Maquillaje y Peluquería: Ariadna Romero
- Sonido Directo: Ignacio Violini
- Microfonista: Miren Begoña Cortazar
- Sonido: Tres Sonido
- Productora: Banda/Aparte